# Antolín Sánchez
Antolín Sánchez Lancho (6 de marzo de 1958, Caracas), Fotógrafo y productor audiovisual venezolano.
Distinguido con el Premio Nacional de Fotografía de Venezuela, en 2000.

## Biografía
Antolín Sánchez se inicia en la fotografía a los 14 años en forma autodidacta mientras estudia bachillerato en el Colegio Champagnat de Caracas. En 1975 ingresa en la Universidad Simón Bolívar para estudiar Matemática a la vez que continúa su actividad fotográfica e incursiona en Cine Súper 8. El interés por la imagen se impone y Sánchez deja la universidad para dedicarse a la expresión visual.
En paralelo a su trabajo artístico, a partir de 1984 produce fotografía corporativa, publicitaria y editorial. En 1986 comienza a trabajar como Director de fotografía en video. Entre 1989 y 1992 realiza la iluminación y cámara de “A toque”, programa de televisión semanal con el que  graba más de 120 video musicales sobre grupos de música pop venezolanos. Desde entonces, ha participado como director, guionista o director de fotografía en numerosas producciones corporativas, publicitarias así como en programas de televisión. 
Durante los años noventa mantuvo columnas sobre fotografía en los dos más importantes periódicos de Venezuela, El Nacional y El Universal. Se gradúa en Comunicación Social en la Universidad Central de Venezuela en 1998 y recibe el Premio Nacional de Fotografía 2000. En el presente continúa su labor fotográfica y audiovisual.
LABOR FOTOGRÁFICA.
Desde 1980, el autor desarrolla su trabajo personal con base en series con unidad temática o estética. Sánchez clasifica estos conjuntos en dos grandes bloques:
“Un primer conjunto está formado por trabajos que tienen desde su comienzo una intención consciente y precisa. Aunque dicha orientación  puede variar al avanzar la propuesta, constituye un punto de arranque para empezar el proceso creativo. Es el caso de Tarot Caracas (1980-1988) o Editorial Lancho (en desarrollo desde 2014), por citar dos ejemplos muy distanciados en el tiempo.
Por otra parte existen series que he dado en llamar sedimentarias… En este caso el proceso creativo se invierte: descubro que estoy tratando un tema después de años, a veces décadas, de producir imágenes con unidad temática o estética. Una vez que tomo conciencia de ese hecho comienzo a sistematizar el trabajo en dicho conjunto. En estas series el cuerpo de imágenes comienza a crecer en dos direcciones: en el presente mediante nuevas fotografías y hacia el pasado con las gráficas que redescubro escavando el archivo personal, una especie de arqueología fotográfica

## Exposiciones individuales
- 1978,  Delirios en 35 mm, Galería de Arte, Universidad Simón Bolívar, Caracas, Venezuela.
- 1982,  Gracias, ánimas de Guasare, Galería de Arte, Universidad Simón Bolívar, Caracas, Venezuela.
- 1985,  Presencias bajo el sol, Galería La Otra Banda, Universidad de Los Andes, Mérida, Venezuela.
- 1986,  La caída de Babilonia, Sala de Arte de Interalúmina, Puerto Ordaz, Venezuela.
- 1987,  La caída de Babilonia, Galería Los Espacios Cálidos, Ateneo de Caracas, Venezuela.

La caída de Babilonia, Galería Grafis, Maracaibo, Venezuela.
- 1988  La caída de Babilonia, Galería Mandril, Mérida, Venezuela.

 La caída de Babilonia, Facultad de Agronomía, Universidad Central de Venezuela, Maracay, Venezuela y Casa Ramos Sucre, Cumaná, Venezuela.
Tarot Caracas, Galería Viva México, Caracas, Venezuela.
Ausencia en latitud luminosa, Galería Los Espacios Cálidos, Ateneo de Caracas, Venezuela.
- 1990,  Antolín Sánchez, Museu da Imagem e do Som, São Paulo, Brasil.

Desconcierto, Galería Los Espacios Cálidos, Ateneo de Caracas, Venezuela.
Ausencia en latitud luminosa, Galería de Arte Gala, Valencia, Venezuela.
- 1991,  Centro de Bellas Artes, Maracaibo, Venezuela.

Alianza Francesa, Barquisimeto, Venezuela.
- 1994,  Réalités Détournées, Espace Niépce, París, Francia.

Reflexión en B, Alianza Francesa, Caracas y Barquisimeto, Venezuela.
- 1996,  Ontological Landscapes, The Morley Gallery, Londres, Inglaterra.

Galería Municipal de Arte, Maracay, Venezuela.
- 2005,  4 x 4, Galería Spazio Zero, Caracas, Venezuela.
- 2014,  La naturaleza pictórica de la naturaleza, Galería Cubo 7, Caracas, Venezuela.
- 2015, La naturaleza pictórica de la naturaleza, Mérida Foto. III Festival de Fotografía, Mérida, Venezuela y PhotoMaracaibo, Centro de Arte de Maracaibo Lía Bermúdez, Venezuela.

- 2016, La naturaleza pictórica de la naturaleza, Museo de Arte Coro, Coro, estado Falcón, Venezuela y Fototeca de Barqusimeto, Barquisimeto, estado Lara, Venezuela.

Tarot-Caracas. Museo Vial de Baruta. Caracas, Venezuela.

## Exposiciones colectivas
- 1978, Octubre libre, Galería La Fototeca, Caracas, Venezuela.
- 1981, Hecho en Latinoamérica II, en el marco del Segundo Coloquio Latinoamericano de Fotografía, Palacio de  Bellas Artes, México.
- 1982, Primera muestra de fotografía contemporánea venezolana, Museo de Bellas Artes, Caracas, Venezuela.
- 1984, El riesgo, Galería Los Espacios Cálidos, Ateneo  de  Caracas, Venezuela.

 V Exposición anual de la fotografía documental, Galería de Arte Nacional, Caracas, Venezuela.
- 1985, Una cierta mirada, Galería La Otra Banda, Mérida, Venezuela.

 Salón de la Joven Fotografía, Museo de Arte Contemporáneo de Caracas, Venezuela. 
XLIII Salón de Artes Visuales Arturo Michelena, Ateneo de Valencia, Venezuela.
VI Exposición anual de la fotografía documental, Caracas, Venezuela.
Venezuela: 40 años de fotografía artística, Museo de Arte Contemporáneo, Universidad de São Paulo, Brasil.
- 1986, XLIV Salón de Artes Visuales Arturo Michelena, Ateneo de Valencia, Venezuela.

II Concurso de fotografías para Caracas, Fundarte, Gobernación del Distrito Federal, Caracas, Venezuela.
- 1987 Primera muestra de fotografía Latinoamericana, Festival de Cine Latinoamericano, Huelva, España.

Visión tangente de Venezuela, Galería Pierre Guibord y Max Boucher, Quebec, Canadá. 
I Festival Internacional de Fotografía Actual, Galería Transpose, Montreal, Canadá.
VIII Exposición anual del libro ilustrado y de la fotografía documental, Museo de Bellas Artes, Caracas, Venezuela.
Salón Nacional de Fotografía, Fundarte, Museo de Arte La Rinconada, Caracas, Venezuela.
XLV Salón de Artes Visuales Arturo Michelena, Valencia, Venezuela.
- 1988 II Festival Internacional de Fotografía Actual, Galería Transpose, Montreal, Canadá.

 XLVI Salón de Artes Visuales Arturo Michelena, Valencia, Venezuela.
IV Salón de Fotografía, en el marco del Salón Nacional de Artes Plásticas, Caracas, Venezuela.
- 1989 Tres fotógrafos de hoy: premio de fotografía Luis Felipe Toro, 1988, Museo de Bellas Artes, Caracas, Venezuela.

 El proceso, Galería Los Espacios Cálidos, Ateneo de Caracas, Venezuela.
Images of Silence, Museo de Arte Moderno de América Latina, Organización de  Estados  Americanos, Washington, EE. UU.
XLVII Salón de Artes Visuales Arturo Michelena, Ateneo de Valencia, Venezuela.
- 1990 Images of Silence, The Bronx Museum of the Arts, Nueva York, EE. UU., Museo de  Arte Contemporáneo, San Juan, Puerto Rico.

 Los 80. Panorama de las Artes Visuales en Venezuela, Galería  de Arte Nacional, Caracas, Venezuela.
El Proceso, Alianza Francesa de Maracaibo, Venezuela.
Veinte años tratando de ver, Galería Viva México, Caracas, Venezuela.
- 1991 Encuentro de Fotografía Iberoamericana, Universidad de La Rábida, Huelva, España.

XLIX Salón de Artes Visuales Arturo Michelena, Ateneo de Valencia, Venezuela.
III Bienal Nacional de Arte de Guayana, Sala Sidor, Puerto Ordaz, Venezuela.
Salón Conac «Arte y Ciudad», Museo de Artes Visuales Alejandro Otero, Caracas, Venezuela.
- 1992 L Salón de Artes Visuales Arturo Michelena, Ateneo de Valencia, Venezuela.

XVII Salón Nacional de Arte Aragua, Museo de Arte Contemporáneo de Maracay, Venezuela.
I Salón Nacional de Artes Visuales, Museo de Artes Visuales Alejandro Otero, Caracas, Venezuela. 
Bienal Nacional de Arte de Guayana, Sala Rómulo Gallegos, Caracas, Venezuela.
- 1993 Romper los márgenes. Encuentro de Fotografía Latinoamericana, Museo de Artes Visuales Alejandro Otero, Caracas, Venezuela.

Tercera Bienal de Artes Visuales Christian Dior, Centro Cultural Consolidado, Caracas, Venezuela.
Aproximaciones: XII Premio de fotografía Luis Felipe Toro, Conac, 1992, Museo de Bellas Artes, Caracas, Venezuela.
LI Salón de Artes Visuales Arturo Michelena, Ateneo de Valencia, Venezuela.
XVIII Salón Nacional de Arte Aragua, Museo de Arte Contemporáneo de Maracay, Venezuela.
- 1994 IV Bienal Nacional de Arte de Guayana, Museo de Arte Moderno Jesús Soto, Ciudad Bolívar, Venezuela.

XIX Salón Nacional de Arte Aragua, Museo de Arte Contemporáneo de Maracay, Venezuela.
LII Salón de Artes Visuales Arturo Michelena, Ateneo de Valencia, Venezuela.
- 1995 LIII Salón de Artes Visuales Arturo Michelena, Ateneo  de Valencia, Venezuela.

Fotógrafos del Michelena. Premio Eladio Alemán Sucre, Ateneo de Valencia, Venezuela.
II Bienal Nacional de Fotografía, Galería Municipal de Arte, Maracay, Venezuela.
- 1996 Axis Mundi. La religiosidad en el discurso fotográfico venezolano, Museo de Artes Visuales Alejandro Otero, Caracas, Venezuela.

LIV  Salón de Artes Visuales Arturo Michelena, Ateneo de  Valencia, Venezuela.
Primera Bienal Nacional del Paisaje, Museo de Arte Contemporáneo de Maracay Mario Abreu, Venezuela.
- 1997 XXII Salón Nacional de Arte Aragua, Museo de Arte Contemporáneo de Maracay  Mario Abreu, Venezuela.

LV Salón de Artes Visuales Arturo Michelena, Ateneo de Valencia, Venezuela.
- 1998 LVI Salón de Artes Visuales Arturo Michelena, Ateneo de Valencia, Venezuela.

 XXIII Salón Nacional de Arte Aragua, Museo de Arte Contemporáneo de Maracay Mario Abreu, Venezuela.
Segunda Bienal Nacional del Paisaje, Museo de Arte Contemporáneo de Maracay Mario Abreu, Venezuela.
- 1999 El Retorno de Humboldt, Asociación Cultural Humboldt, Caracas, Venezuela.

Señales de tránsito, Sala de exposiciones de Petróleos de Venezuela, Puerto La Cruz.
- 2000 I Encuentro Iberoamericano de Fotografía, Museo de Arte Contemporáneo de Caracas, Venezuela.

XXV Salón Nacional de Arte Aragua, Museo de Arte Contemporáneo de Maracay Mario Abreu, Venezuela.
Diecinueve del XX. Fotógrafos venezolanos del siglo, Espacios Unión, Caracas, Venezuela.
Los rostros de Miranda, Palacio de las Academias, Caracas, Venezuela.
- 2001 LIX Salón de Artes Visuales Arturo Michelena, Ateneo de Valencia, Venezuela.

 Transit. Latin American Art at the University Gallery, University of Essex, Inglaterra.
- 2002 LX Salón de Artes Visuales Arturo Michelena, Ateneo de Valencia, Venezuela.

- 2003 LXI Salón de Artes Visuales Arturo Michelena, Caracas, Venezuela.

II Salón ExxonMobil de Venezuela, Galería de Arte Nacional, Caracas, Venezuela.
Segunda Bienal de Fotografía Daniela Chappard, Museo de Bellas Artes, Caracas, Venezuela.
- 2004 Festival Regards Croisés (Phot’Aix), Musée du Pavillon Vendôme, Aix en Provence, Francia.

- 2007 I Bienal Internacional de Fotografía. Venezuela 2006, Museo Alejandro Otero, Caracas, Venezuela.

- 2008 LXIV Salón de Artes Visuales Arturo Michelena, Ateneo de Valencia, Venezuela.

- 2010 LXV Salón de Artes Visuales Arturo Michelena, Ateneo de Valencia, Venezuela.

- 2011 Luz Caravaggio, Galería Estudio Arte 8, Caracas, Venezuela.

- 2012 Más allá de la imagen, Fundación BBVA Provincial, Caracas, Venezuela.

 3 x 3. 9 Visiones de la fotografía. Encuadres, ficciones y abstracciones, Museo de Arte Contemporáneo, Caracas, Venezuela.
- 2013 La memoria del olvido. Homenaje a Barbara Brändli, Organización Nelson Garrido, Caracas, Venezuela.

- 2014 Muestrario: 20 fotografías = 14 fotógrafos venezolanos, Segunda Exhibición de Arte Latinoamericano, en el marco del 14° Festival Internacional de Arte y Cultura «Meet in Beijing», Museo de Arte Mundial de la ciudad de Beijing, China.

## Publicaciones
- Antolín Sánchez. Antolín Sánchez (enlace roto disponible en Internet Archive; véase el historial, la primera versión y la última).. Serie Premio Nacionales de Fotografía; Nº 02.  (2016). Editor: Caracas: Casa Editorial La Cueva; 1ª edición . ISBN 9789807780018.

## Colecciones
- Ateneo de Valencia, Valencia, edo. Carabobo.
- Biblioteca Nacional de Venezuela, Caracas.
- Colección Ignacio y Valentina Oberto, Caracas.
- Essex Collection of Art from Latin America (Escala), Universidad de Essex (Colchester). Inglaterra
- Fundación Banco Mercantil, Caracas.
- Fundación Daniela Chappard, Caracas.
- Galería de Arte Nacional, Caracas.
- Museo de Bellas Artes, Caracas.
- Fundación para la Cultura Urbana, Caracas.

## Videos
- Luis Brito: Documentales dedicados a la obra fotográfica de Luis Enrique Brito (Tres partes). Año de realización: 2007.
- "De cerca Luis Brito". (Video que acompaña la muestra). Exposición homenaje a este autor, Premio Nacional de Fotografía, abierta en la Sala de la Fundación BBVA Provincial desde el 22 de junio hasta el 12 de julio de 2015.